# Jan Prchal
Jan Prchal (* 15. října 1950 Polná) je český spisovatel, fotograf, sběratel a vlastivědný badatel.

## Život
Absolvent SOU Jihlava, obor mechanik textilních strojů (1966–1969). Vyrůstal v hudební rodině, otec byl učitel hudby, dirigent a kapelník dechového orchestru; u něho se 8 let vzdělával v hudbě (housle, kytara, baskytara, bicí nástroje – harmonie a kontrapunkt). V letech 1971–1979 zaměstnancem n.p. Pleas Havlíčkův Brod, 1980–1990 poštovním doručovatelem, 1991–2012 knihkupec. V roce 1998 založil a do roku 2012 provozoval nakladatelství Linda Polná. V roce 1990 založil Klub Za historickou Polnou (předseda spolku). V roce 1996 obnovil a do roku 2016 redigoval vlastivědný sborník Polensko (do roku 2022 bylo vydáno 100 čísel čtvrtletníku). V letech 1975 až 1989 byl členem mezinárodní organizace Pen Pals Club v japonské Osace.

## Ocenění
V roce 2010 se stal čestným občanem města Polná. V roce 2020 získal pamětní medaili Kraje Vysočina za celoživotní přínos v oblasti historie, kultury, spolkové a osvětové činnosti.

## Dílo

### Vydavatel (výběr)
- Adler, Bruno: Boj o Polnou, úvodní slovo Eduard Goldstücker, překlad: Eva Červinková, Linda Polná 1999
- Červinka, František: Hilsnerova aféra a její literární dozvuk, doslov Jan Prchal, Linda Polná 1999
- Hilsneriáda k 100. výročí 1899–1999, sborník příspěvků: Polná v roce 1899 (Milan Šup), Vražda v Polné (Bohumil Černý), Pohlednice z času hilsneriády (Jan Prchal), Hilsneriáda v českém tisku (Jan Hozák), Lékařské aspekty tzv. hilsneriády (Petr Vašíček), četné obrazové přílohy (viz tiráž), Linda Polná 1999
- Hilsneriáda k 100. výročí píseckého procesu, sborník příspěvků (DTTO), pouze úvodní slovo Bohumil Černý, Linda Polná 2000
- Jaroš, Zdeněk: Břetislav Rérych, tvůrce polenského muzea, Linda Polná 200
- Plašil, Filip: Historie děkanského chrámu Nanebevzetí Panny Marie v Polné, úvodní slovo: P. Zdeněk Krček, doslov: Václav Skála, obrazové přílohy (viz soupis na str. 140), Linda Polná 2007
- Prchal, Jan: Biografický slovník Polenska, Linda Polná 2002
- Sršeň, Lubomír: Adolf Pulzer, rodák z Polné, židovský malíř portrétů v Praze 19. století, obrazové přílohy Národní muzeum Praha, Linda Polná 2002

### Prezentace v masmédiích (výběr)
- 1999 – Hilsneriáda, Český rozhlas Hradec Králové (rozhovor s redaktorkou Lenkou Jaklovou); dne 28. dubna 2000 opakováno na stanici Český rozhlas (Vltava)
- 2002 – Po česku – nejvýznamnější historické okamžiky; průvodce reportéra Václava Žmolíka, ČT (opakováno) a Český rozhlas Radiožurnál
- 2005 – Výprava za českými čerty; průvodce badatele a novináře Jaromíra Štětiny v díle o Polné
- 2007 – Hrad Polná (duben) – reportáž s redaktorkou Petrou Kraclovou pro rozhlas Region Vysočina
- 2007 – Pojmannova stezka v Polné, (28. července), reportáž s redaktorkou Petrou Kraclovou pro Český rozhlas Region Vysočina
- 2007 – Klementova stezka v Polné, (18. listopadu, reportáž s redaktorkou Monikou Pytlíkovou), Český rozhlas Region Vysočina
- 2007 – Antisemitismus a Hilsneriáda, účast v reportáži televizní stanice ORF Vídeň
- 2012 – Mrkvancová pouť v Polné, účast v pořadu ČT 1
- 2016 – Pověsti z Polné a okolí, (8. dubna), Český rozhlas Region Vysočina
- 2018 – Borský mlýn u Polné, (18. prosince), Český rozhlas Region Vysočina, (spolu s Františkem Vackem a Ivanem Prokopem)
- 2022 – Polná, (9. ledna), ČT 1 (účast v pořadu Toulavá kamera)